# Nereis dorsolobata
Nereis dorsolobata är en ringmaskart som beskrevs av Hartmann-Schröder 1965. Nereis dorsolobata ingår i släktet Nereis och familjen Nereididae. Inga underarter finns listade i Catalogue of Life.